# Mali leteći medvjedi
Mali leteći medvjedi (engl. The Little Flying Bears), hrvatsko-kanadska animirana serija nastala u koprodukciji Zagreb filma i Animation CinéGroupea, jedna od najuspješnijih hrvatskih crtanih serija prodana u stotinjak država. Izvorno se prikazivala početkom 1990-ih uz višemilijunsku gledanost u Kanadi i državama Srednje i Jugoistočne Europe, gdje se nekoliko puta ponovno prikazivala na nacionalnim televizijama. U Hrvatskoj premijerno se prvi put prikazala 25. prosinca 1990. godine na Drugom programu RTZ-a.
Autor i začetnik serije je Dušan Vukotić koji je pozvao Peru Kvesića na izradu crtića za inozemstvo. Zahvaljujući Vukotićevim poznanstvima, ostvarena je koprodukcija s Kanadom. Dotad su prve epizode već stekle popularnost na području Hrvatske, a izdan je i album sa samoljepljivim sličicama i nekoliko slikovnica.

## Radnja
Mjesto radnje je stoljetna šuma gdje ljudska noga nije nikada kročila, tamo je dom zajednice koju predvodi mudri stari medvjed Platon. U tome mu pomažu leteći medvjedići, među kojima najviše Tina i Dado koji uvijek slušaju njegove savjete, baš kao i savjete sove zvane Grga. U svakoj epizodi krilati medvjedići pokazuju kako hrabrost, povjerenje i mašta mogu prevladati opasnost i vratiti sklad u njihovo obitavalište – šumu. Da ne bi sve bilo idealno, brinu se lasice Smradac i Smucalo koji šumu zagađuju otpatcima ljudskog napretka.
Na velikom odlagalištu smeća u blizini šume često nalaze konzerve, naftu, spojeve i ostale otpatke te neprestano traže načine da poremete želju letećih medvjedića za mirom i radošću. U spletkama im se često pridružuje i zbunjena zmija zvana Sliniša. No, najzaposleniji među medvjedićima, Tina, Dado, blizanke Jasmina i Latica te braća Joško i Janko uvijek uspiju poremetiti planove lasica.

## Epizode
- Tajna visoke stjene
- Kamena čeljust
- Najezda crvenih zmija
- Sočna svetkovina
- Crni oblak
- Ukradeni kamion
- Živjela jaja
- Nezaboravni rođendan
- Zamke
- Zabranjeni cvijet
- Bijela kiša
- Osveta zbog poraza
- Bijeli medvjed

## Sinkronizacija
Uvodnu pjesmu pjeva Sanja Matejaš.
Glasove su posudili:
- Žarko Savić kao Smradac
- Željko Duvnjak kao Smucalo
- Marko Torjanac kao Sliniša
- Emil Glad kao Platon
- Slavica Knežević kao Tina i Janko
- Željko Königsknecht kao Dado
- Ivo Rogulja kao Grga
- Đurđa Ivezić kao Joško
- Ankica Dobrić kao Latica i Jasmina

Ostali glasovi:
- Boris Miholjević
- Otokar Levaj
- Branka Cvitković
- Zoran Gogić
- Branka Strmac
- Josip Bobi Marotti
- Nada Rocco

## Prikazivanje
Serija se izvorno prikazivala 1990. – 1991. u ukupno 39 epizoda u Kanadi i na području SFR Jugoslavije, tada zemlje pred raspadom, ponajprije putem HRT-a (Televizije Zagreb).
Između ostalog prikazivala se i u Kini, Francuskoj, Njemačkoj, Mađarskoj, Češkoj, Italiji, Makedoniji, Poljskoj, Izraelu, Španjolskoj, Sloveniji, Švedskoj, arapskom svijetu, Islandu, Rusiji i dr. Posebnu je popularnost stekla u bivšim komunističkim zemljama u Europi.

## Vanjske poveznice
- Mali leteći medvjedići na YouTubeu